# Calamus campechanus
Calamus campechanus es una especie de peces de la familia Sparidae en el orden de los Perciformes.

## Morfología
• Los machos pueden llegar alcanzar los 21 cm de longitud total.

## Distribución geográfica
Se encuentra en las  costas del  Atlántico occidental (Península de Yucatán y Nicaragua).